# Hustlin’
«Hustlin’» — дебютный сингл американского рэпера Рика Росса. Он вышел 11 марта 2006 года в качестве ведущего сингла с его дебютного студийного альбома Port of Miami.
Песня стала для Росса настоящим прорывом и принесла ему всемирную славу буквально за один день. Песня заняла 54-е место в американском чарте Billboard Hot 100 и послужила основанием для начала переговоров, в ходе которых Росс получил предложения от лейблов Bad Boy Entertainment Шона Комбса и Murder Inc. Ирва Готти, после чего подписал многомиллионный контракт с Def Jam Recordings.
Песня входит в список композиций из видеоигры Skate. Она также звучит в комедийных фильмах «Мы — Миллеры» и «Поймай толстуху, если сможешь», а также в «9 Days», эпизоде 3-го сезона комедийного сериала «Бруклин 9-9». Комик Кэтт Уильямс придумал комедийный номер с использованием припева песни, чтобы придать ему юмора; этот номер можно увидеть в фильме 2007 года «Американский хастл», а позже Уильямс повторил этот номер для одного из сегментов своего выступления в Split Sides Comedy Club в видеоигре Grand Theft Auto IV 2008 года.

## Музыкальное видео
В клипе Рик Росс носит футболку с надписью «Boobie Boys» в знак уважения к наркобанде. В клипе снялись Pitbull, Trick Daddy, Cool and Dre, Smitty, DJ Drama, DJ Khaled, Field Mob, The Runners и Trina.

## Ремиксы
В официальном ремиксе на эту песню участвуют Jay-Z и Young Jeezy, он также вошел в альбом. Песня также появилась в виде ремикса на совместном микстейпе DJ Drama и Lil Wayne Dedication 2. Неофициальный ремикс попал в интернет в результате утечки, в нем приняли участие Лил Уэйн, Z-Ro, Jay-Z, T.I., Busta Rhymes, Remy Ma, Young Jeezy и Lil Flip. Другой утекший ремикс содержит куплет Jay-Z.

## Чарты

### Еженедельные чарты
| Чарты (2006)                          | Высшая позиция |
| ------------------------------------- | -------------- |
| США (Billboard Hot 100)               | 54             |
| США (Billboard Hot R&B/Hip-Hop Songs) | 11             |
| США (Billboard Hot Rap Songs)         | 7              |
| США (Billboard Rhythmic)              | 27             |

### Ежегодные чарты
| Чарт (2006)                           | Позиция |
| ------------------------------------- | ------- |
| США Hot R&B/Hip-Hop Songs (Billboard) | 49      |

## Сертификации
| Регион                                                                      | Сертификация  | Продажи   |
| --------------------------------------------------------------------------- | ------------- | --------- |
| США (RIAA)                                                                  | 2× Платиновый | 2 000 000 |
| Данные о продажах + прослушиваниях приведены только на основе сертификации. |               |           |